# Synedoida ochracea
Synedoida ochracea là một loài bướm đêm trong họ Erebidae.